# ألبرشت فون هالر
ألبرشت فون هالر (بالألمانية: Albrecht von Haller )‏ (و. 1708 – 1777 م) هو عالم تشريح، وأمين مكتبة، وشاعر، وسياسي، وطبيب، وكاتب، وأحيائي، وعالم نبات، وأستاذ جامعي، وموسوعي، وعالم حشرات، وجراح سويسري، ولد في برن، وكان عضوًا في الجمعية الملكية، والأكاديمية الفرنسية للعلوم، والأكاديمية الروسية للعلوم، وأكاديمية العلوم في غوتينغن، والأكاديمية الألمانية للعلوم ليوبولدينا، والأكاديمية الملكية السويدية للعلوم، والأكاديمية البروسية للعلوم، توفي في برن، عن عمر يناهز 69 عاماً.

## التعليم
تعلم في جامعة توبنغن، وجامعة لايدن.

## جوائز
حصل على جوائز منها:
- زميل في الجمعية الملكية.

## روابط خارجية
- ألبرشت فون هالر على موقع الموسوعة البريطانية (الإنجليزية)
- ألبرشت فون هالر على موقع ميوزك برينز (الإنجليزية)
- ألبرشت فون هالر على موقع إن إن دي بي (الإنجليزية)